# Debbie Pain
Deborah Jean „Debbie“ Pain (* 28. April 1962 in Ramsgate, Kent) ist eine britische Naturschutzbiologin und Ökotoxikologin, die sich mit gefährdeten Vögeln auf der ganzen Welt befasst. 

## Leben
Pains Interesse für Vögel begann im Alter von 7 Jahren in ihrer Heimatstadt Ramsgate, inspiriert von einer Lehrerin an ihrer Grundschule. 1983 erwarb sie den Bachelor of Science in Umweltchemie am Wye College in London. 1987 wurde sie mit der Dissertation Lead poisoning in waterfowl: an investigation of sources and screening techniques zum Ph.D. am Edward Grey Institute der University of Oxford promoviert. Von 1988 bis 1991 betrieb Pain ökotoxikologische Studien an der Station Biologique de la Tour du Valat in der Camargue, Frankreich. Seit 1992 ist sie in der Forschungssektion der Royal Society for the Protection of Birds (RSPB) tätig, wo sie die internationale Forschungsabteilung initiierte und leitete. 2008 wurde sie Nachschutzdirektorin beim Wildfowl and Wetlands Trust (WWT), eine Position, die sie bis 2018 innehatte. Seit 2018 ist sie wissenschaftliche Honorar-Mitarbeiterin im Fachbereich Zoologie der University of Cambridge und seit 2019 ist sie Honorarprofessorin an der School of Biological Sciences der University of East Anglia. Pain befasste sich mit der Bleivergiftung bei Wildgeflügel und Greifvögeln und mit Landwirtschaftssystemen in der gesamten Europäischen Gemeinschaft. Sie betrieb Forschungsarbeit in der Europäischen Gemeinschaft und für den United States Fish and Wildlife Service. 
Während ihrer Zeit bei der RSPB war sie deren erste internationale Forschungsbiologin. Sie bildete und leitete ein internationales Forschungsteam, das mit BirdLife International zusammenarbeitete. In den frühen 2000er Jahren leitete sie Projekte über die Ursachen des rapiden Rückgangs der Weißrücken- und Indiengeier. Sie befasste sich außerdem mit den Auswirkungen der Landwirtschaft auf Vögel, mit dem Schutz von Inseln, die von Beutegreifern befreit wurden, und den Folgen des Klimawandels für Vögel.
Während ihrer Zeit beim WWT verstärkte sie dessen Rolle im internationalen Naturschutz. Dazu gehörten multinationale Programme zur Rettung des vom Aussterben bedrohten Löffelstrandläufers und der Madagaskarmoorente. Außerdem setzte sie ihre Forschung und politische Arbeit fort, um die Bleivergiftung von Wildgeflügel durch Schrotmunition zu verringern. Die Verwendung von Bleischrot über Feuchtgebieten und Sites of Special Scientific Interest in den Grafschaften des Vereinigten Königreichs wurde ab 1999 gesetzlich eingeschränkt.

## Auszeichnungen
Im Jahr 2013 erhielt sie den Marsh Award for Conservation Biology von der Zoological Society of London. 2015 wurde Pain in die Liste der 50 einflussreichsten Naturschutzhelden des BBC Wildlife Magazine aufgenommen.

## Schriften (Auswahl)
- Deborah J. Pain,  Michael W. Pienkowski: Farming and Birds in Europe: The Common Agricultural Policy and Its Implications for Bird Conservation, Poyser, 1996
- Ken Norris and Deborah J. Pain: Conserving Bird Biodiversity General Principles and their Application, Cambridge University Press, 2002
- Paul F. Donald, Nigel J. Collar, Stuart J. Marsden, Deborah J. Pain: Facing Extinction: The World's Rarest Birds and the Race to Save Them, Poyser Monographes Nr. 88, 2010 (mit einer erweiterten Neuauflage im Jahr 2013)